# Honda RA273
A Honda RA273 egy korábbi Formula–1-es autó, melyet a Honda épített az 1966-os szezonra, majd 1967-ben is használták néhány futam erejéig. 1966-ban Richie Ginther és Ronnie Bucknum, míg a következő szezonban John Surtees volt a csapat pilótája.

## Tervezés
A Honda történelmi Formula–1-es győzelme után azonnal megkezdődött az új motor és az új autó tervezése az 1966-os szezonra. Az új szezonban háromliteres motorokkal lehetett indulni, s a Honda gondolkodott a V12-es és a V16-os konfiguráción is. Végül a tizenkét hengeres mellett döntöttek. A motor ismét erősebb volt, mint a vetélytársaké, ugyanakkor nagyobb tömege miatt még nagyobb hátrányban volt.
A japán mérnökök azt hitték, hogy a kétszer akkora motor miatt masszívabb vázat kell építeniük és nagyon mellé lőttek. A hófehér autó 743 kilós súlya másfélszer volt több, a minimálisan engedélyezett 500 kilónál.

## Szezon

### 1966
Az első versenyekre el sem indult a Honda a RA273-mal. Richie Ginther Olaszországban a második helyen állt, de az egyik gumi felrobbant a 17. körben a Curva Grandében, kicsúszott és a pályát övező fáknak ütközött. Amerikában a rajt után Bandini állt az élre, Ginther a 3. helyre lépett fel a 8. rajthelyről. Váltóprobléma akadályozta meg abban, hogy a dobogón végezzen. Ronnie Bucknum az 58. körben motorhiba miatt volt kénytelen feladni a versenyt.
1966 utolsó nagydíján, Mexikóvárosban Surteesé lett a pole Clark és Ginther előtt. Ginther a rajt után átvette a vezetést, ahogy az előző évi mexikói nagydíjon is tette. A második körben visszaesett Rindt, Surtees és Hulme mögé, míg Brabhamé lett a vezetés. Rindt a 32. körben felfüggesztési hiba miatt a 3. helyről esett. Pozícióját a mexikói Pedro Rodríguez örökölte, aki a 49. körben váltóhiba miatt esett ki. Ekkor Gintheré lett a 3. pozíció, de Hulme az utolsó előtti körben megelőzte. Ronnie Bucknum 5 kör hátrányban a nyolcadik helyen ért célba, ez volt az utolsó versenye a Formula–1ben. A verseny során Gintheré lett a leggyorsabb kör a futam során.

### 1967

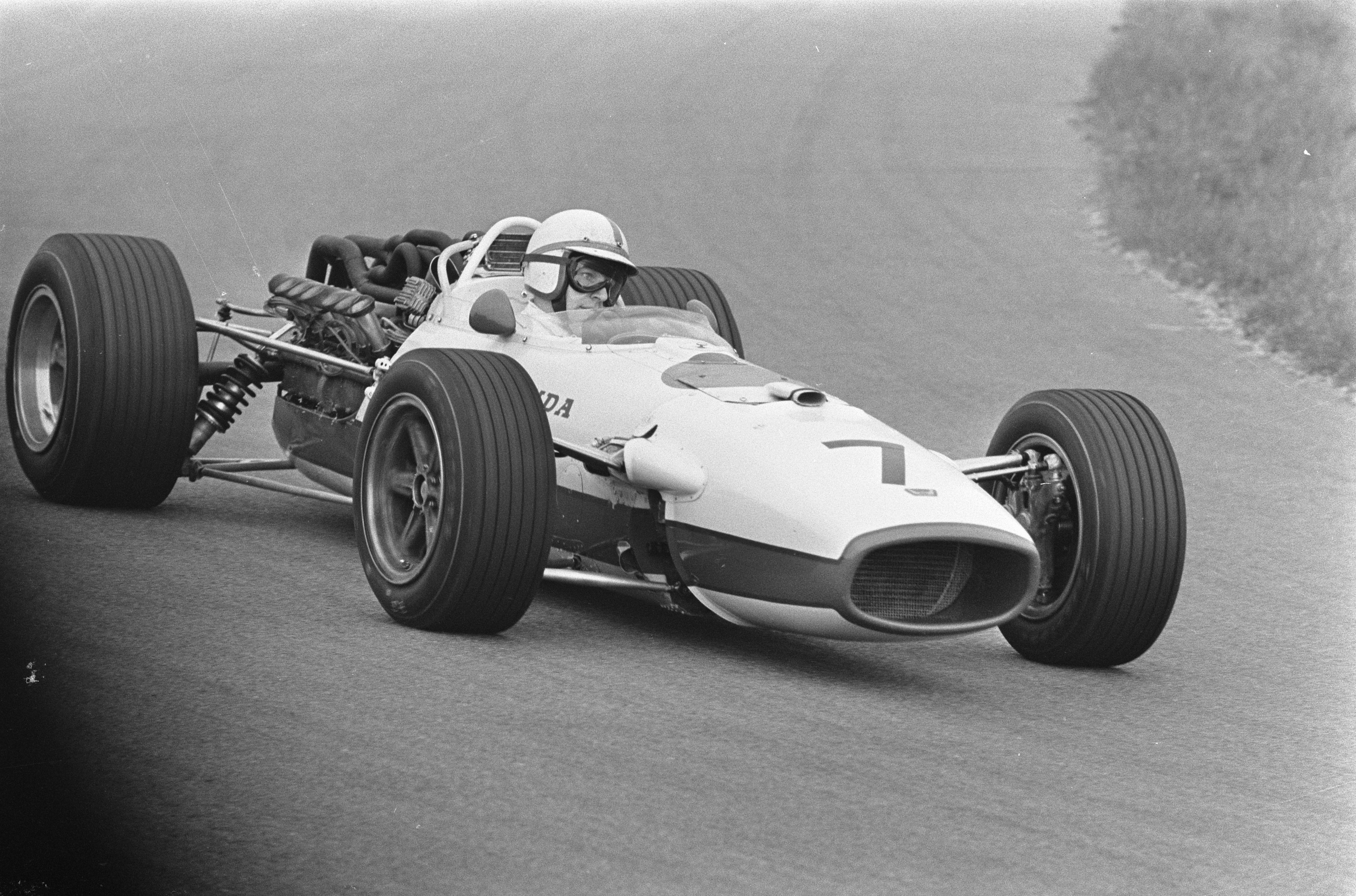
John Surtees a RA273 volánja mögött.

Az 1967-es szezonra mindkét pilóta elhagyta a csapatot. Ronnie Bucknum visszavonult, míg Ginther az Eagle csapatához szerződött. A Honda összes figyelmét egyetlen autóra koncentrálta, amelyet John Surtees vezetett. A szezon első versenyén a Kyalami pályán a csapat brit pilótája a harmadik helyet szerezte meg. Monte-Carlo szűk utcáin a harmadik rajt pozíciót szerezte meg Surtees. A 32. körben motorhiba miatt volt kénytelen feladni a futamot. Hollandiában a 73. körben a gázadagoló adta fel az autóban a szolgálatot.
Spában már az 1. körben megadta magát a motor az autóban. A következő Francia nagydíjra nem utazott el a csapat. Silverstone-ban Surtees a hatodik helyen ért célba, igaz két kör hátrányban a győztes Jim Clark-hoz képest. Az autó utolsó versenyén Németországban a hatodik helyre kvalifikálta magát Surtees, majd remek versenyzéssel a negyedik helyen ért célba..

## Teljes Formula–1-es eredménylistája
(Táblázat értelmezése)

(Félkövér: pole-pozícióból indult; dőlt: leggyorsabb kört futott) 

| Év   | Konstruktőr         | Motor            | Gumi | Versenyzői     | 1   | 2   | 3   | 4   | 5   | 6   | 7   | 8   | 9   | 10  | 11  | Pont | WCC |
| ---- | ------------------- | ---------------- | ---- | -------------- | --- | --- | --- | --- | --- | --- | --- | --- | --- | --- | --- | ---- | --- |
| 1966 | Honda R & D Company | Honda RA273E V12 | G    |                | MON | BEL | FRA | GBR | NED | GER | ITA | USA | MEX |     |     | 3    | 8.  |
| 1966 | Honda R & D Company | Honda RA273E V12 | G    | Ronnie Bucknum |     |     |     |     |     |     |     | Ki  | 8   |     |     | 3    | 8.  |
| 1966 | Honda R & D Company | Honda RA273E V12 | G    | Richie Ginther |     |     |     |     |     |     | Ki  | NC  | 4   |     |     | 3    | 8.  |
| 1967 | Honda R & D Company | Honda RA273E V12 | F    |                | RSA | MON | NED | BEL | FRA | GBR | GER | CAN | ITA | USA | MEX | 201  | 4.  |
| 1967 | Honda R & D Company | Honda RA273E V12 | F    | John Surtees   | 3   | Ret | Ret | Ret |     | 6   | 4   |     |     |     |     | 201  | 4.  |

1 20 pontból csak 8 pontot szerzett a Honda RA273; a többi 12 pontot a Honda RA300 szerezte.

## Galéria

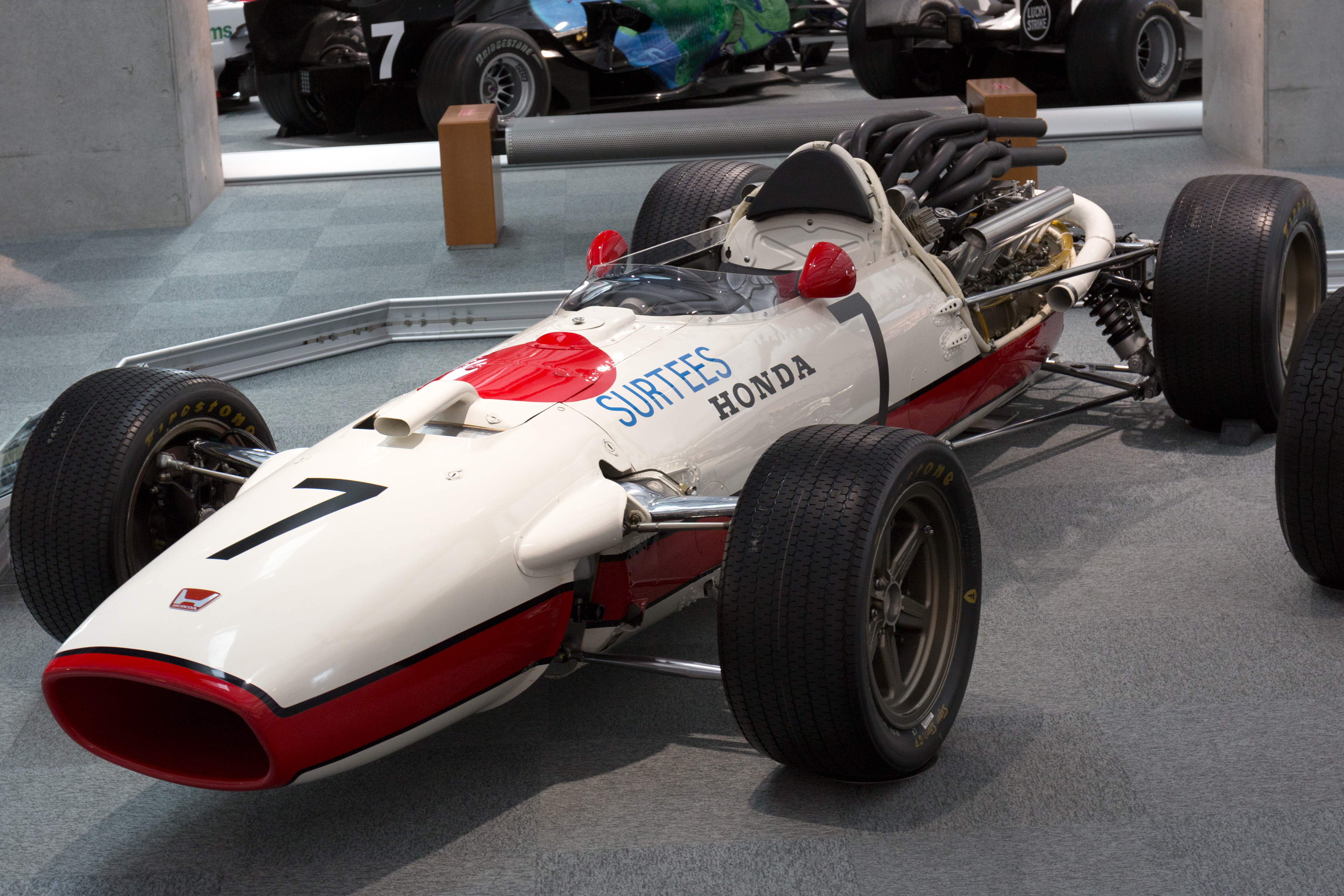
A Honda RA273 a Honda kiállításon.
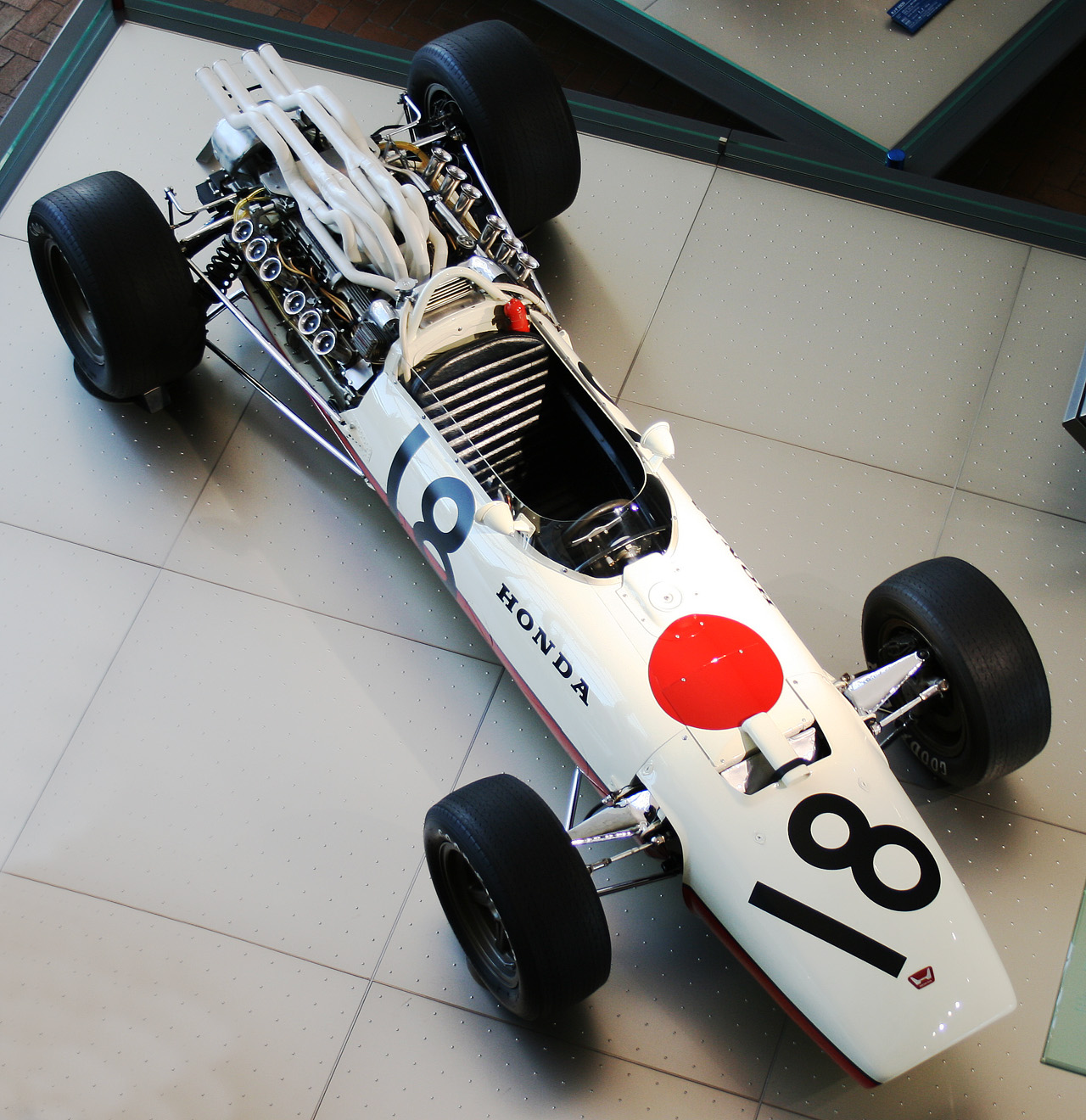
A Honda RA273 a Honda kiállításon.
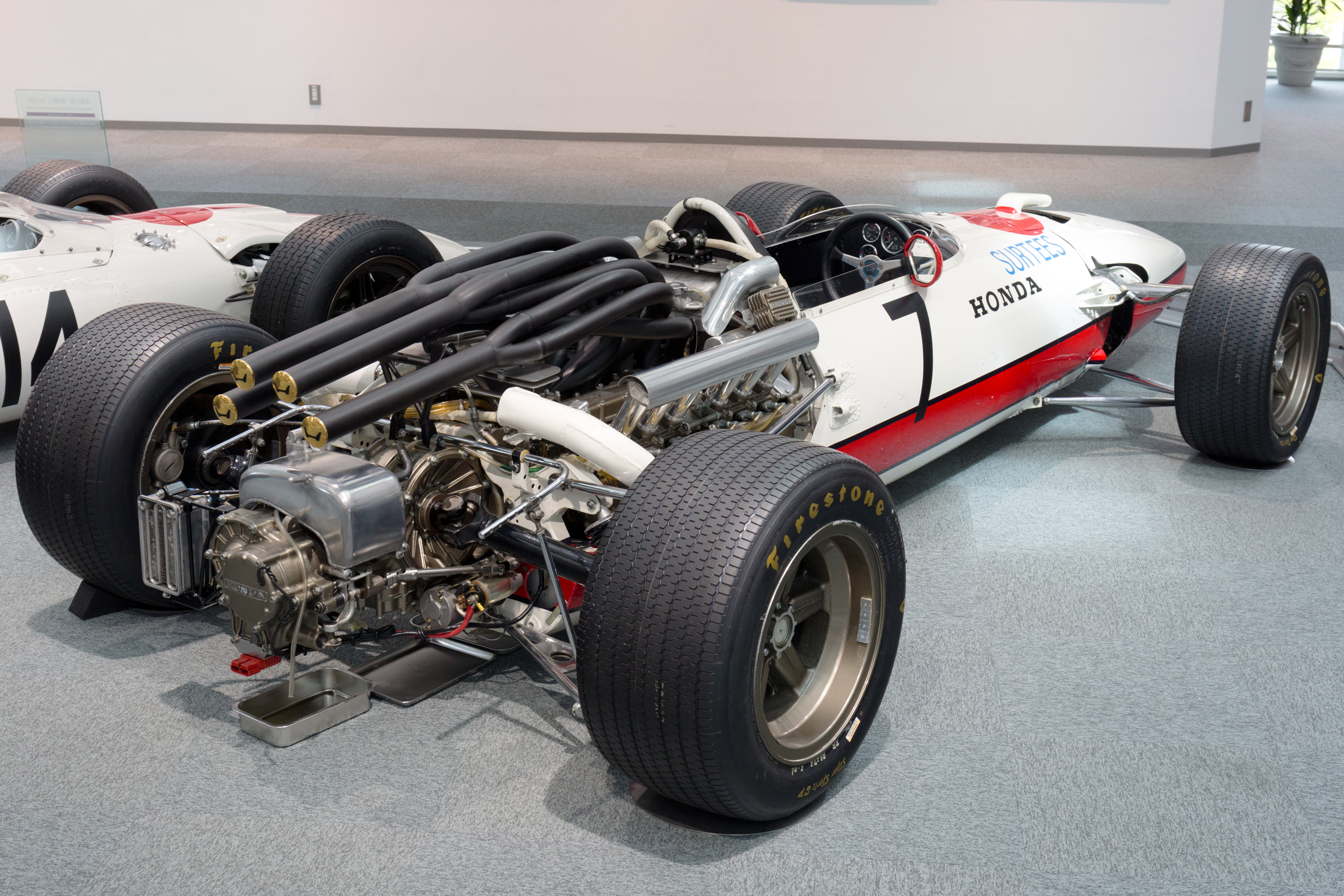
A Honda RA273 a Honda kiállításon.
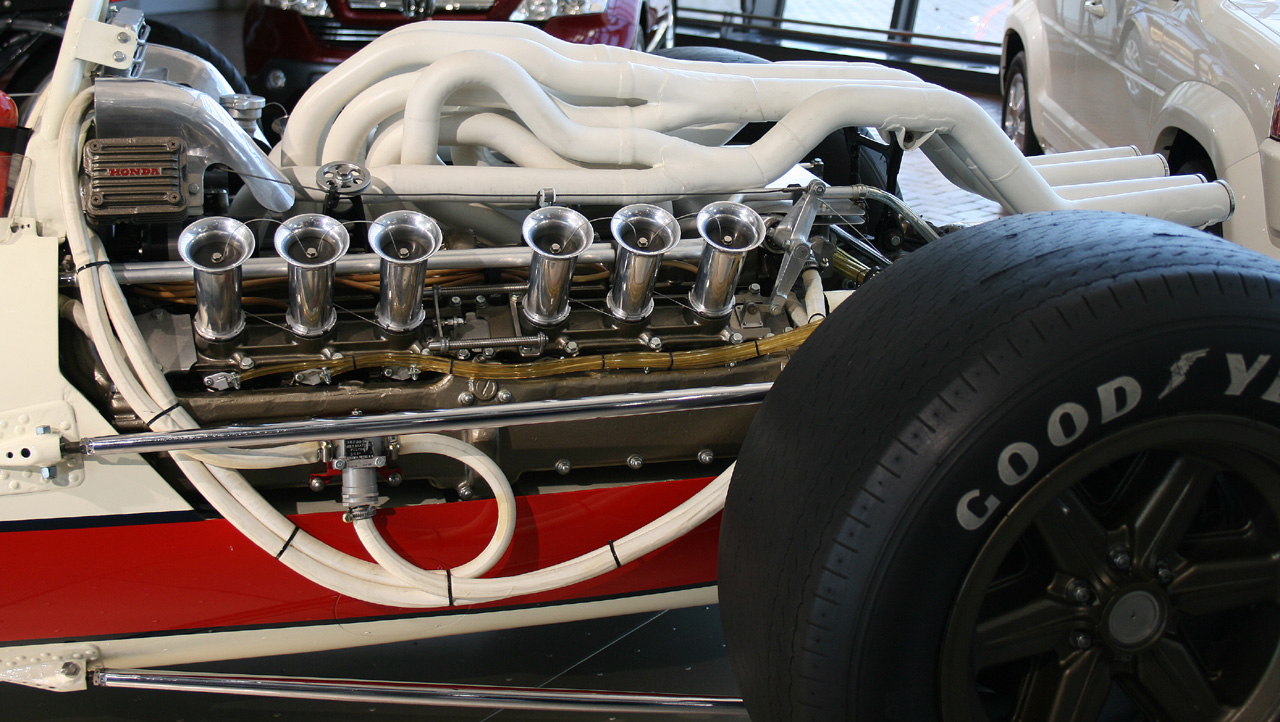
A Honda RA273 a Honda kiállításon.
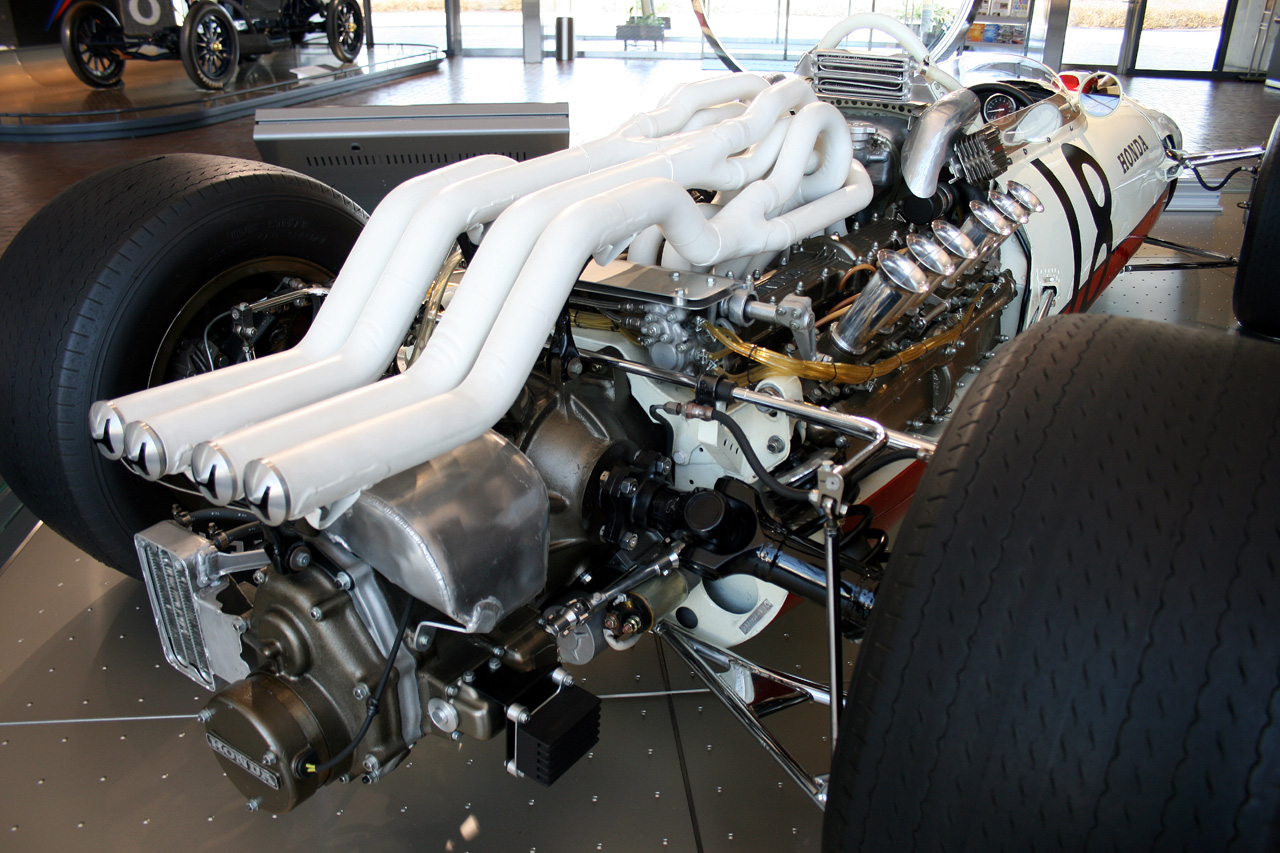
A Honda RA273 a Honda kiállításon.
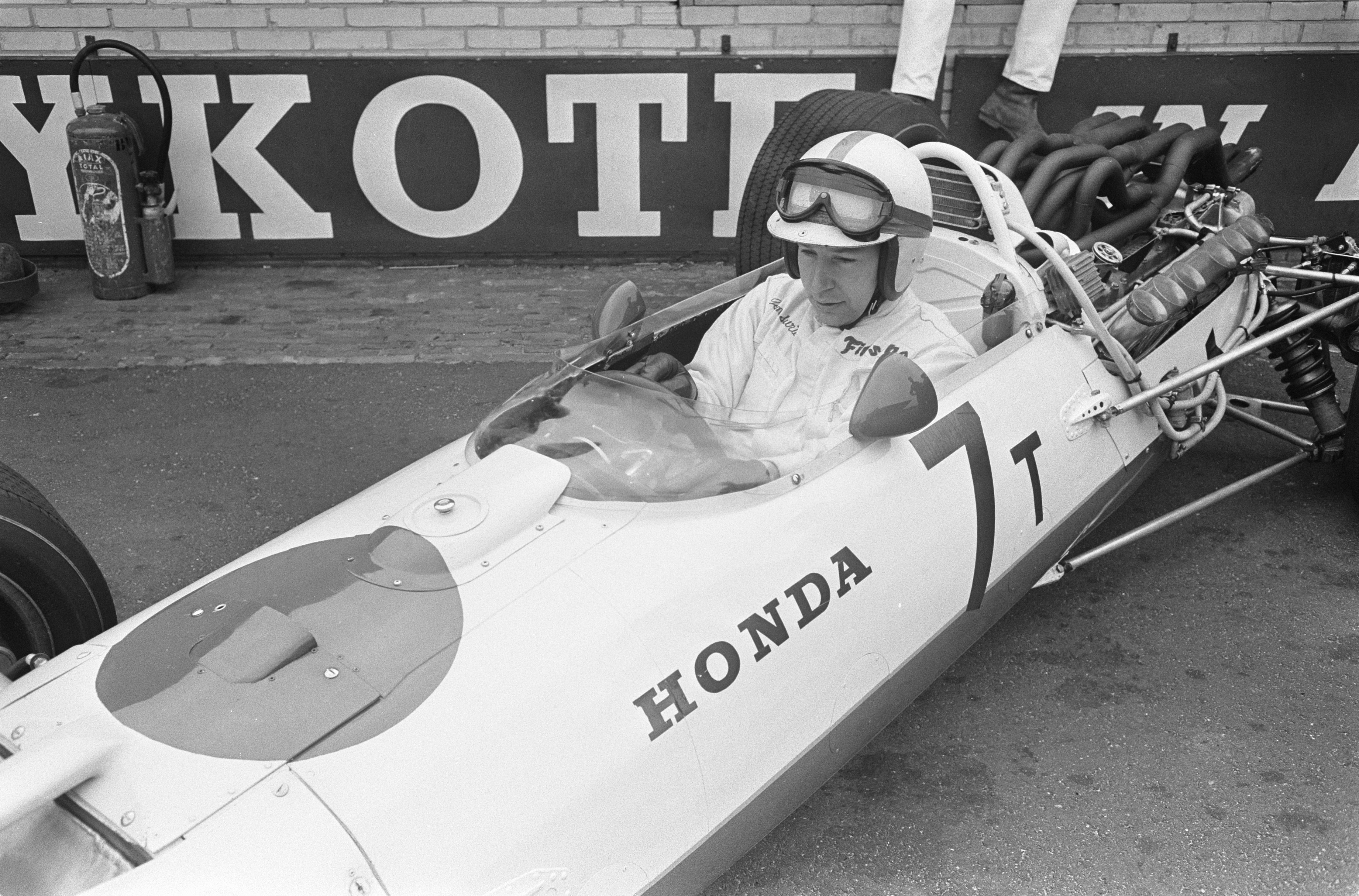
Surtees a Holland nagydíjon 1967-ben.
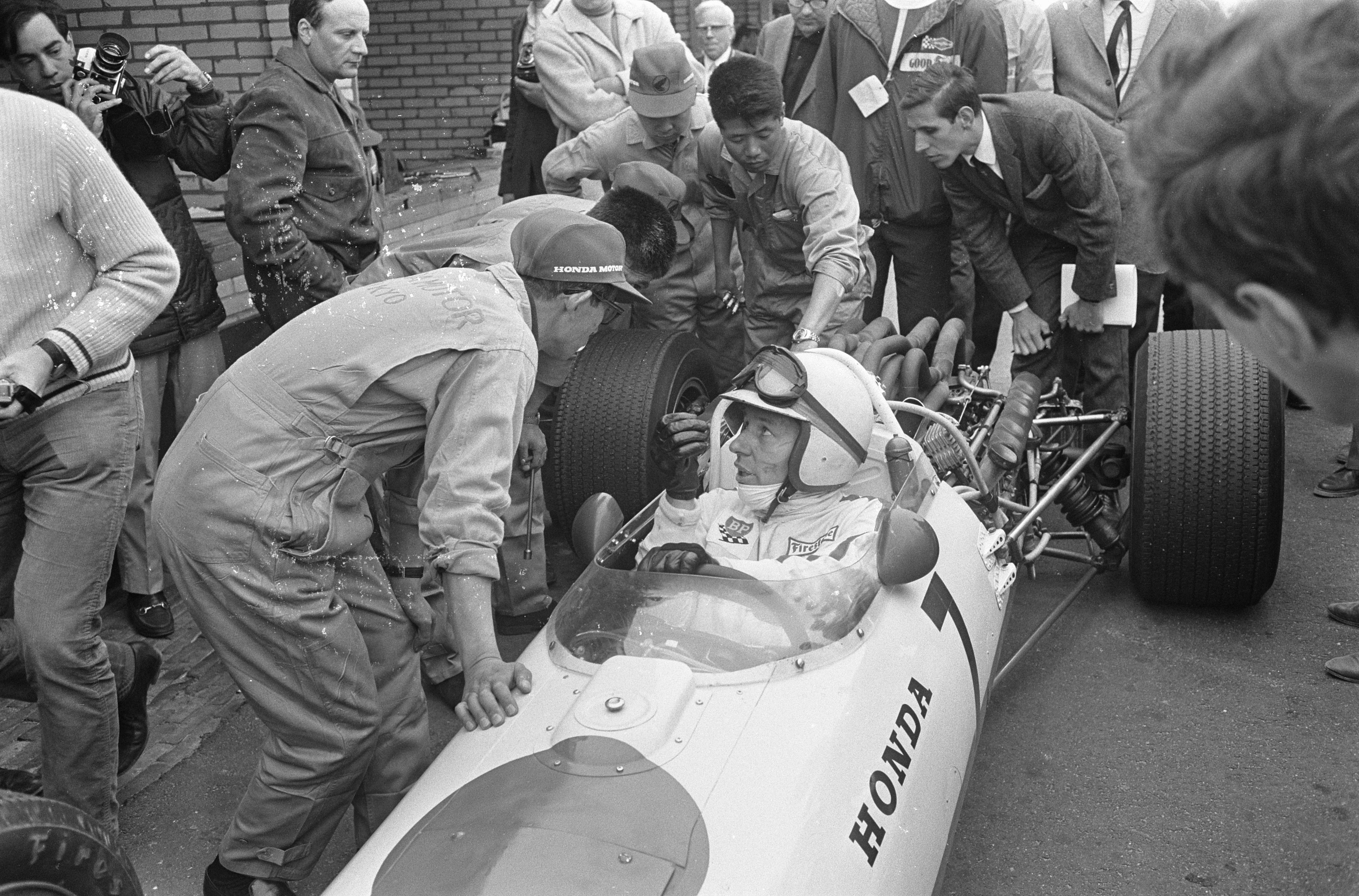
Surtees a Holland nagydíjon 1967-ben.